# YAP1
YAP1（yes-associated protein 1）は、転写因子として機能するタンパク質であり、細胞増殖に関与する遺伝子の転写を活性化しアポトーシスに関与する遺伝子を抑制する。YAP、YAP65とも呼ばれる。YAP1は、器官のサイズの制御や腫瘍の抑制を可能にするHippoシグナル伝達経路によって阻害される。YAP1はYesやSrcといったチロシンキナーゼのSH3ドメインに結合することから初めて同定された。YAP1をコードするYAP1遺伝子は強力ながん遺伝子であり、ヒトのさまざまながんで増幅されている。

## 構造

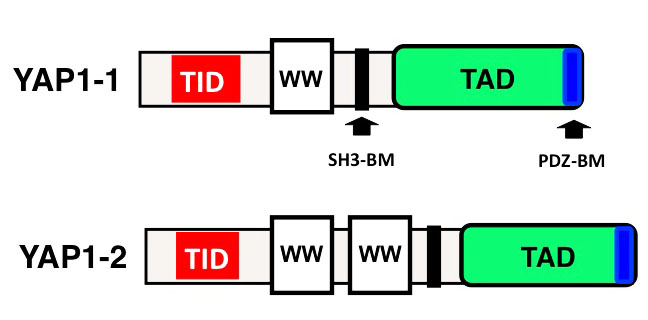
YAP1のアイソフォームのモジュール構造

YAP1遺伝子のクローニングは、WWドメインと呼ばれるモジュール状のタンパク質ドメインの同定を助けた。YAP1遺伝子産物から同定された2つのスプライシングアイソフォームはYAP1-1、YAP1-2と命名されたが、これらはWWドメインをコードする余分な38アミノ酸が存在するかどうかが異なっていた。YAP1の構造は、最もN末端にプロリンリッチ領域、続いてTID（TEAD transcription factor interacting domain）が位置する。次に、YAP1-1アイソフォームでは1つ、YAP1-2アイソフォームでは2つのWWドメインが存在し、SH3-BM（Src Homology 3 binding motif）が続く。SH3-BMに続いて、TAD（transcription activation domain）とPDZドメイン結合モチーフ（PDZ-BM）が存在する。

## 機能
YAP1は転写のコアクチベーターであり、その増殖促進活性と発がん活性は、細胞増殖を促進しアポトーシスを阻害する遺伝子をアップレギュレーションする、TEADファミリーの転写因子と結合することによって駆動される。RUNX、SMAD、p73、ErbB4、TP53BP、LATS1/2、PTPN14、AMOT、ZO1/2など、TEADファミリー以外の機能的パートナーも同定されている。YAP1とその近縁パラログであるTAZ（WWTR1）はHippoがん抑制経路の主要なエフェクターである。この経路が活性化されると、YAP1とTAZはセリン残基がリン酸化され、14-3-3タンパク質によって細胞質に隔離される。Hippo経路が活性化されていない場合には、YAP1/TAZは細胞核へ移行して遺伝子発現を調節する。
YAP1/TAZは剛性センサーとしても作用することが示されており、Hippoシグナル伝達カスケードとは独立して機械的シグナルの伝達を調節する。
YAP1とTAZは転写コアクチベーターであり、DNA結合ドメインは持っていない。その代わりに核内ではTEAD1-4を介して遺伝子発現を調節する。TEAD1-4は配列特異的転写因子であり、Hippo経路の主要な転写アウトプットを媒介する。YAP1/TAZとTEADの相互作用は、転写リプレッサーとして機能するTEAD/VGLL4の相互作用を競合的に阻害し解離させる。YAP1過剰発現のマウスモデルではTEADの標的遺伝子の発現がアップレギュレーションされ、前駆細胞の増殖の増加と組織の過成長がもたらされる。

## 調節

### 生化学的調節

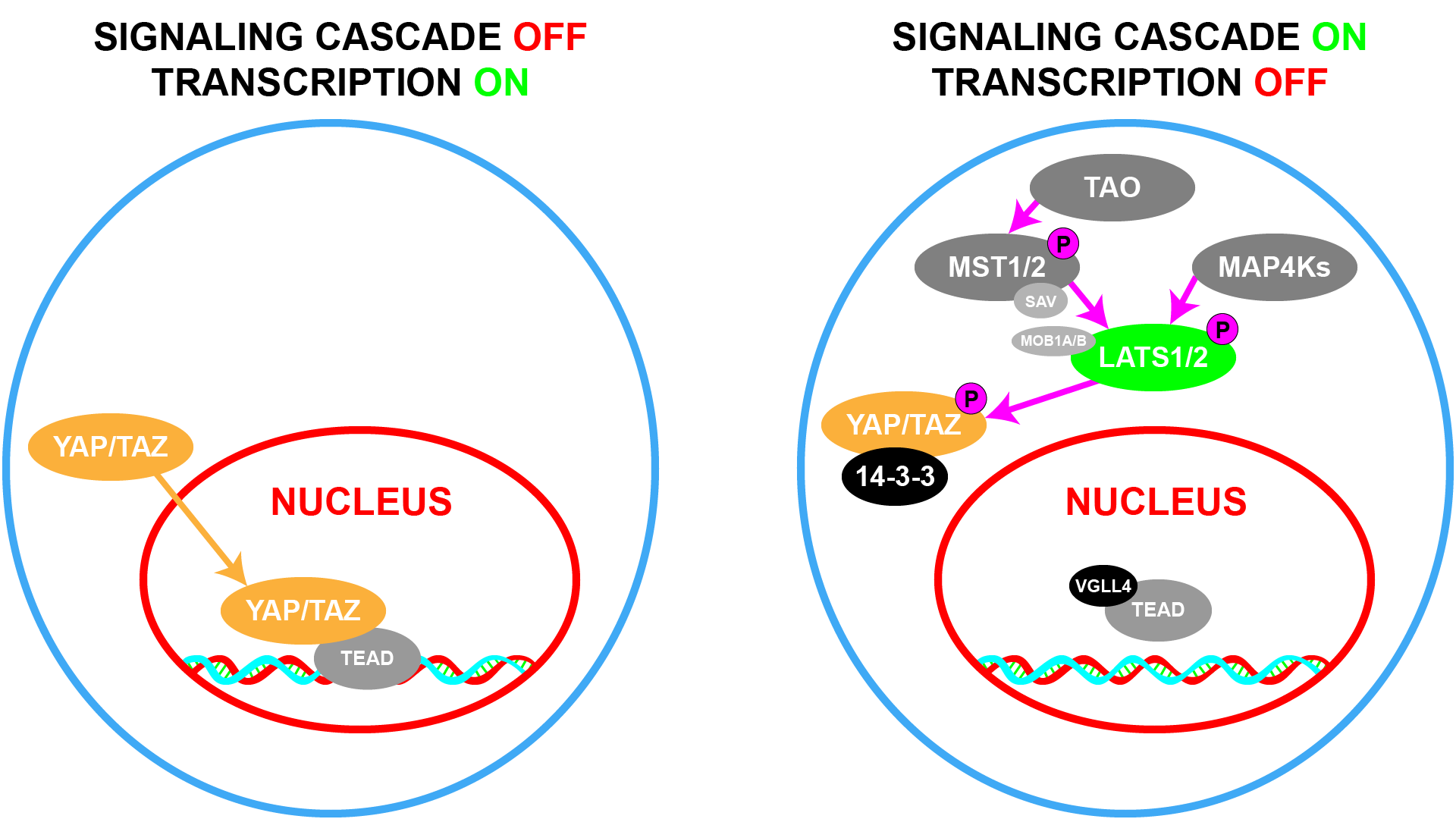
左では、シグナル伝達カスケードは不活性化されており、YAPは転写のために核に局在する。右では、シグナル伝達カスケードがYAP1の細胞質への局在を引き起こし、転写を防ぐ。

生化学的レベルでは、YAP1はHippoシグナル伝達経路の一部であり、この経路によって調節される。この経路のキナーゼカスケードはYAP1とTAZの不活性化をもたらす。具体的には、TAOキナーゼがSte20様キナーゼMST1/2の活性化ループ（MST1のThr183、MST2のThr180）をリン酸化する。活性化されたMST1/2は、LATS1/2のリクルートとリン酸化を助ける足場タンパク質のSAV1とMOB1A/Bをリン酸化する。LATS1/2も2つのグループのMAP4Kによってリン酸化される。その後、LATS1/2はYAP1とTAZをリン酸化し、14-3-3タンパク質へ結合させることでYAP1とTAZを細胞質へ隔離する。この経路の活性化の結果は、YAP1/YAZの細胞核への移行の制限である。

### 機械的シグナルによる調節
YAP1は細胞外マトリックス（ECM）の剛性、引っ張り、剪断応力、接着表面などの機械的シグナルによって調節され、その調節は細胞骨格の完全性に依存している。こうした機械的シグナルによって誘導されるYAP1の局在現象は、核の扁平化（nuclear flattening）による核膜孔のサイズの変化、核膜の機械受容イオンチャネル、タンパク質の機械的安定性や他のさまざまな因子による結果であると考えられている。こうした機械的因子は、核の軟化（nuclear softening）とECMの剛性の増大を介して特定種のがん細胞と関係している。がん細胞でみられる核の軟化は力に応答した核の扁平化を促進し、YAP1の局在を引き起こすと考えられ、発がん性細胞でのYAP1の過剰発現と増殖の促進の説明となる可能性がある。さらに、腫瘍ではインテグリンシグナル伝達の昂進によるECMの剛性の増大が一般的にみられ、細胞と細胞核を扁平化してYAPの核局在の増大を引き起こす可能性がある。反対に、ラミンAの過剰発現など、さまざまな刺激による核の硬化（nuclear stiffening）はYAPの核局在を減少させることが示されている。

## 臨床的意義
がんの進行におけるHippoシグナル伝達経路の役割の発見によって、YAP1とTAZには大きな期待と関心が寄せられている。YAP1とTAZの過剰活性化は多くのがんで一般的に観察され、YAP1/TAZを介した転写活性は異常な細胞成長への関与が示唆されている。しかしながら、YAP1はがん原遺伝子として同定されているものの、細胞の状況に依存してがん抑制遺伝子としても機能することが示されている。
YAP1がん遺伝子は新たな抗がん剤開発の標的となっており、YAP1-TEAD複合体の形成やWWドメインの結合機能を防ぐ低分子化合物が同定されている。こうした低分子は、YAP1がん遺伝子の増幅や過剰発現がみられるがん患者に対する治療法開発のためのリード化合物となっている。
YAP1遺伝子のヘテロ接合型機能喪失変異が眼に大きな形成異常を抱える2家族に同定されている。難聴、口唇裂、知的障害、腎臓疾患など眼以外の異常がみられる場合もある。
Hippo/YAPシグナル伝達経路は、脳の虚血/再灌流障害後の血液脳関門の破壊を緩和することで神経保護効果を発揮する可能性がある。